# Eiríksstaðir
Eiríksstaðir est le nom de l'ancienne propriété d'Erik le Rouge (Eiríkr Þorvaldsson) située dans la vallée de Haukadalur en Dalasýsla (Islande). Il s'agit du lieu de naissance de son fils Leif Erikson.
Le site, considéré comme celui de la ferme originale, a été étudié par des archéologues et des vestiges de deux bâtiments datant des IXe-Xe siècles ont été identifiés. Un musée en plein air y a été établi.

## Histoire
D'après le Landnámabók et la Saga d'Erik le Rouge, après s'être établi dans le Vestfirðir, Erik épousa Þjóðhildur Jǫrundardóttir et construisit la ferme d'Eiríksstaðir dans la vallée de Haukadalur où naquit son fils Leif. Mais, Erik aurait quitté la région après avoir tué deux hommes pour se venger du meurtre par eux de deux de ses thralls.

## Recherches archéologiques
Un certain nombre d'enquêtes archéologiques ont été réalisées sur ce que l'on pense être le site d'Eiríksstaðir (maintenant sur le terrain de la ferme Stóra-Vatnshorn). En 1894, Brynjúlfur Jónsson (is) dresse un plan des marques apparentes des anciens bâtiments anciens qui sont fouillés l'année suivante par Þorsteinn Erlingsson (en).
Daniel Bruun (is) mène d'autres fouilles en 1896. En 1938, Matthías Þórðarson (is) découvre un bâtiment représentant une maison longue avec un long foyer central. De 1997 à 2002, à la demande de l'Eiríksstaðanefnd (comité Eirísstaðir), Guðmundur Ólafsson effectue de nouvelles recherches pour le Musée national d'Islande.

### Bâtiment principal
Le bâtiment principal occupe environ 50 mètres carrés pour 4 m de longueur. Il y avait une fosse centrale. Des rangées de pierres indiquent que les gens étaient assis le long des murs. Lors des fouilles de 1895, Þorsteinn Erlingsson a pensé qu'il y avait eu une maison de boulanger attenante à l'arrière du bâtiment, mais la fouille de 1997 a plutôt confirmé la croyance de Mattías Þórðarson comme quoi les roches étaient issues d'un glissement de terrain naturel.
Les murs étaient composés de gazon sur une base rocheuse et avaient environ de 1 m à 1,5 m d'épaisseur. Des pierres dans le mur du sud indiquent qu'il a été réparé. La datation par le carbone 14 de charbon de bois découvert devant les ruines a permis d'émettre une mesure entre le IXe et le Xe siècle.
Une fosse creusée en 2000 près du bâtiment principal a révélé, entre autres, des fuseaux en pierres sculptées de fabrication norvégienne.

## Musée en plein air
À partir des études archéologiques de 1997 a été constitué un musée en plein air visant à reproduire le plus précisément possible le foyer d'Erik le Rouge. Une maison longue a été construite à l'imitation de l'originale utilisant du bois flotté et des matériaux de l'époque. Fondé en 1999, le musée a ouvert ses portes en 2000 lors de la célébration du millénaire de la découverte du Vinland. Il est situé à 100 m des ruines originales qui sont un site archéologique protégé.